# ماونگاکیکی تپه یک درخت
ماونگاکیکی تپه یک درخت (به لاتین: Maungakiekie / One Tree Hill) یک کوه غیرفعال آتشفشانی در نیوزیلند است که در منطقه آوکلند واقع شده است. ماونگاکیکی تپه آتشفشان محور یک درخت، فقط ۱۸۲ متر بالاتر از سطح دریا واقع شده است. ماونگاکیکی، معروف به تپه یک درخت (One Tree Hill)، یکی از برجسته‌ترین نقاط آوکلند، نیوزیلند است. این تپه که یک آتشفشان خاموش است، با ارتفاع کم ۱۸۲ متر از سطح دریا، منظره‌ای دیدنی از شهر آوکلند و مناطق سرسبز و جذاب اطراف ارائه می‌دهد.

## تاریخچه
نام مائوری ماونگاکیکی به معنای «تپه کیکیس» در زبان مائوری است. این منطقه برای قبیله‌های ماوری، به‌ویژه نگاتی اوائو و ته واهاروا، اهمیت تاریخی و فرهنگی بسیاری دارد.
پادشاهی ماوری: در گذشته‌های دور، این تپه محل سکونت یکی از بزرگ‌ترین و مهم‌ترین پادشاهان ماوری بود و بخشی از یک پایگاه بزرگ و مجتمع مسکونی بوده است.
درخت معروف: نام «تپه یک درخت» به دلیل وجود یک درخت منفرد بر فراز تپه است که نمادی از این منطقه شده است. این درخت در دهه ۱۹۰۰ قطع شد، اما بعداً درخت دیگری به جای آن کاشته شد.

## جاذبه‌های دیدنی

### منظره‌پرده‌ها
از فراز تپه می‌توان منظره‌ای خیره‌کننده از آوکلند و دریاچه‌های اطراف دید.

### پارک کرنول
این پارک بزرگ و سرسبز در دامنه‌های تپه قرار دارد و محیطی برای پیک‌نیک و ورزش‌های فضای باز فراهم می‌کند.

### بنای یادبود جان لوگان کمپبل
بنای یادبودی برای تجلیل از جان لوگان کمپبل، یکی از بنیان‌گذاران آوکلند، در فراز تپه قرار دارد. بنای یادبود جان لوگان کمپل در فراز تپه واقع شده است. این بنا به تجلیل از او ایجاد شده است. جان لوگان کمپل (Joseph John Campbell) یکی از اسطوره‌شناسان مشهور آمریکایی بود که در حوزه اسطوره‌شناسی تطبیقی و دین‌شناسی تطبیقی فعالیت داشت. او در ۲۶ مارس ۱۹۰۴ در وایت پلینز، نیویورک به دنیا آمد و در ۳۰ اکتبر ۱۹۸۷ در هونولولو، هاوایی درگذشت.
کمپل در دانشگاه کلمبیا تحصیل کرد و مدرک کارشناسی و کارشناسی‌ارشد خود را در رشته ادبیات انگلیسی و ادبیات قرون وسطی دریافت کرد. او در سال ۱۹۳۴ به عنوان استاد ادبیات در کالج سارالارنس شروع به تدریس کرد و تا سال ۱۹۷۲ در این مکان مشغول به تعلیم بود.
کمپل به خاطر کارهایش در حوزهاسطوره‌شناسی تطبیقی مشهور است، به ویژه کتابمعروفش «قهرمان هزار چهره» که در آن به نظریه سفر قهرمان (Hero's Journey)پرداخته است. او از نظریههای کارل یونگ و زیگموند فروید تأثیر گرفته و در طیف وسیعی از اساطیر جهانی نقاط مشترک را بررسی کرده است.

## فعالیت‌ها

### پیاده‌روی و کوهنوردی
مسیرهای پیاده‌روی و کوهنوردی متعددی در اطراف تپه وجود دارد که تجربه‌ای از طبیعت بکر را ارائه می‌تواند، دهد.

### گردشگری تاریخی
بازدید از سایت‌های تاریخی و آشنایی با فرهنگ و تاریخ مائوری از دیگر فعالیت‌های محبوب در این منطقه است.

## اهمیت فرهنگی
ماونگاکیکی به عنوان یکی از نمادهای مهم فرهنگی و تاریخی نیوزیلند، احترام ویژه‌ای از سوی جامعه مائوری دارد و تلاش‌های بسیاری برای حفاظت و نگهداری از آن صورت می‌گیرد.